# Please Please Me (sang)
 For alternative betydninger, se Please Please Me. (Se også artikler, som begynder med Please Please Me)
"Please Please Me" er A-siden på det engelske rockband The Beatles' anden single Please Please Me/Ask Me Why. Den blev offentliggjort den 11. januar 1963. Singlen gik i løbet af få uger til tops på den britiske hitliste. Den 22. marts samme år offentliggjorde de nummeret på deres debutalbum af samme navn: Please Please Me.
Sangen udkom på gruppens første single i USA den 25. februar samme år, hvor den umiddelbart ikke vakte stor opmærksomhed (på første presning af pladen var gruppens navn ukorrekt stavet "The Beattles"). Året efter var Beatlemania ved at tage fat i USA, og singlen blev genudsendt 3. januar 1964, men denne gang med "From Me to You" på B-siden, og denne gang kom den næsten til tops på Billboard-listen. Den nåede dog ikke højere end nummer tre, idet den ikke formåede at overhale de to andre Beatles-singler "I Want to Hold Your Hand" og "She Loves You".

## Komposition
"Please Please Me" er komponeret af John Lennon og krediteret som McCartney-Lennon, som det blev gjort på de første kompositioner. Nummeret er dog blevet væsentligt ændret af The Beatles producer George Martin.  
Lennon har sagt: 
 Jeg kan huske, at den dag, jeg skrev den, hørte jeg Roy Orbison spille et nummer - måske "Only the Lonely". Og jeg blev også fascineret af ordene til en Bing Crosby-sang, der lød: "Please lend a little ear to mine pleas". Den dobbelte brug af ordet "please". Så det var en kombination af Roy Orbison og Bing Crosby.

Lennon udtalte senere: 
 "Please Please Me" er min sang fuldstændig. Det var mit forsøg på at skrive en Roy Orbison-sang - ville du have troet det? Jeg skrev den i soveværelset i huset på Menlove Avenue, som var min tantes".

John Lennons originale udgave af sangen var bluesagtig, langsom i tempoet og med sparsom vokal uden harmonier. Der var heller ikke nogen mundharmonika-introduktion. 

## Indspilning
The Beatles blev inviteret til at indspillet deres anden single den 26. november 1962.
George Martin hørte "Please Please Me" første gang ved The Beatles tredje studiebesøg den 11. september 1962 ved indspilningen af deres første single Love Me Do/P.S. I Love You. Denne dag blev nummeret indspillet en del gange som en mulig B-side til Love Me Do. Det var også den 11. september, at George Martin havde hyret studietrommeslageren Andy White til at spille trommer på den første single, da han var usikker på Ringos præstationer - noget, der plagede Ringo i mange år, da han på det tidspunkt allerede var en meget erfaren trommeslager. George Martin mente helt klart, at The Beatles næste single skulle være How Do You Do It, skrevet af Mitch Murray. Han mente, at det var en sikker nr. 1. Ved deres andet besøg hos EMI den 4. september 1962 havde The Beatles havde omarrangeret dette nummer og indspillet det et utal af gange. De blev ved med at sige nej til at gå videre med det, da de helst ville have egenkompositioner på deres singler. Dette er faktisk lykkedes for dem. Da George Martin hørte "Please Please Me", synes han, at det var kedeligt og for langsomt, så han foreslog, at de skulle sætte tempoet op og arbejde med nogle tættere harmonier. Nummeret blev indspillet igen med et hurtigere tempo. George Martin indvilgede i at gå videre med den. Denne hurtigere version blev helt uventet fundet i 1994 og kan høres på The Beatles Anthology 1. Anthology-noterne synes at indikere, at det var trommeslageren Andy White, der spillede trommerne frem for Ringo Starr, hvilket der er nogen ueninghed om.  Mark Lewisohns "The Beatles Recording Sessions" fra 1988 citerer George Martins assistent Ron Richards for at sige: "Ringo spillede slet ikke trommer den aften." Optagelsestekniker Geoff Emerick skrev dog senere, at han efter, at Andy White var taget afsted, oplevede, at Beatles' roadie Mal Evans satte Ringos trommesæt op, og at gruppen optog "Please Please Me" med Starr på trommer.
Det har ikke været muligt af finde den langsomme Orbison-inspirerede version. Dengang gemte man ikke numre, der var taget ud.
Andy White har i et BBC-interview hævdet, at han spillede trommerne på den udsendte hitsingle:
 Ud fra trommelyden kan jeg høre, at det var mig, for mine trommer havde en meget anderledes lyd end Ringos trommesæt på det tidspunkt. Det var før han fik Ludwig-sættet. Hver trommeslager har deres egen lyd, først og fremmest ved den måde, de stemmer trommerne på, og derefter ved den måde, de spiller på trommerne.

White var dog slet ikke til stede i studiet ved optagelserne den 26. november, og han var kun ansat til sessionen den 11. september.
Efter George Martins ændringsforslag om at gøre nummeret hurtigt og mere "frisk" med tættere harmonier og også med tilføjelse af Johns mundharmonika-introduktion blev "Please Please Me" godkendt. Der blev lavet 18 indspilninger inklusive overspilninger af Johns mundharmonika, og nummeret blev valgt til at være A-side.  Med hensyn til harmonierne i sangen kan tilføjes, at Lennon og McCartney i første omgang deler vokalen ved, at McCartney holder en høj tone, mens Lennon falder ned gennem toneskalaen - et trick de lærte fra Everly Brothers UK-hitsang "Cathy's Clown" (april 1960). McCartney har udtalt: "Jeg lavede tricket med at blive på den høje tone, mens melodien fossede ned fra den".
Efter indspilningerne var George Martin overbevist om, at The Beatles havde lavet deres første nr. 1 hit og sagde det til dem: 
 Congratulations, gentlemen, you've just made your first number one.

George Martins instinkter for et nummer et hit var helt korrekte, "Please Please Me" nåede nummer to og "How Do You Do It" nummer et for Gerry and The Pacemakers. 

## Udgivelse
Singlen havde Ask Me Why på bagsiden og den blev udgivet 11. januar 1963 i UK. Den opnåede at blive nummer 1 på New Musical Express og Melody Maker hitlisterne. Den nåede dog kun op til nr. 2 på Record Retailer-hitlisten, som efterfølgende udviklede sig til UK Singles Chart. På grund af dette blev "Please Please Me" ikke inkluderet på Beatles' nummer et-opsamling: 1.

## Musikere
- John Lennon – forsanger, rytmeguitar, mundharmonika
- Paul McCartney – bas, vokal (harmoni)
- George Harrison – singleguitar, baggrundsvokal
- Ringo Starr – trommer